# 陸容
陸容（1436年—1494年），字文量，號式齋，南直隸太倉州（今属江苏苏州市）人。明朝政治人物、學者。

## 生平
生於明英宗正統元年（1436年），原冒姓徐。性至孝，嗜讀書，與張泰、陸釴齊名，時稱“婁東三鳳”。天順三年（1459年）己卯科應天府鄉試舉人，成化二年（1466年）成丙戌科进士，除南京吏部验封司主事，丁外艰，服除，改兵部職方司主事，累陞武库司员外郎、职方司郎中。因母喪丁憂，服闕後任武選司郎中。官至浙江布政司右參政。因忤權貴，奏兩浙政事之弊，被斥為“浮議”，罷歸故里。卒於孝宗弘治九年（1494年），年五十九。

## 語言學
著作《菽園雜記》第4卷記載：
|  | 今天下音韻之謬者，除閩、粵不足較已。如吳語黃王不辯，北人每笑之，殊不知北人音韻不正者尤多。 如京師人以步為布，以謝為卸，以鄭為正，以道為到，皆謬也。 河南人以河南為喝難，以妻弟為七帝。 北直隸、山東人以屋為烏，以陸為路，以閣為杲，無入聲韻；入聲內以緝為妻，以葉為夜，以甲為賈，無合口字。 山西人以同為屯，以聰為村，無東字韻。 江西、湖廣、四川人以情為秦，以性為信，無清字韻。 歙、睦、婺三郡人以蘭為郎，以心為星，無寒、侵二字韻。 又如「去」字，山西人為庫，山東人為趣，陝西人為氣，南京人為可去聲，湖廣人為處。 此外如山西人以坐為剉，以青為妻；陝西人以鹽為年，以咬為裊；台溫人以張敞為漿槍之類。 |

此段記載經常與隋朝《顏氏家訓》並列：「南染吴、越，北杂夷虏，皆有深弊，不可具论。其谬失轻微者，则南人以钱为涎，以石为射，以贱为羡，以是为舐；北人以庶为戍，以如为儒，以紫为姊，以洽为狎。」